# Lei Pelé
A Lei 9.615 de 24 de março de 1998, mais conhecida como Lei Pelé ou Lei do passe livre , é uma norma jurídica brasileira sobre desporto, com base nos princípios presentes na Constituição, e cujo efeito mais conhecido foi ter mudado a legislação sobre o passe de  jogadores de futebol, revogando a chamada Lei Zico (Lei nº 8.672, de 6 de julho de 1993). Enquanto a Lei Zico era uma lei sugestiva, a Lei Pelé é mandatória.
Foi idealizada quando Pelé era Ministro do Esporte e presidente do Conselho do INDESP (Instituto Nacional de Desenvolvimento do Desporto), e Hélio Viana de Freitas era vice-presidente do Conselho Deliberativo do Instituto, cargo correspondente ao de Secretário Executivo do Ministério.  Além de ter sido o mentor e coordenador do projeto da lei, Hélio Viana de Freitas teve ainda o apoio e supervisão do jurista Gilmar Mendes, hoje Ministro do STF e à época subchefe jurídico da Casa Civil do então Presidente Fernando Henrique Cardoso. Foi aprovada na Câmara e no Senado por unanimidade, porém vários dos seus artigos foram depois modificados ou retirados, tais como os referentes à profissionalização dos clubes e à fiscalização dessas entidades por parte do Ministério Público.

## Finalidade
Criada com o intuito de dar mais transparência e profissionalismo ao esporte nacional, a Lei Pelé instituiu o fim do passe nos clubes de futebol do Brasil, instituiu o direito do consumidor nos esportes, disciplinou a prestação de contas por dirigentes de clubes e a criação de ligas, federações e associações de vários esportes. Também determinou a profissionalização, com a obrigatoriedade da transformação dos clubes em empresas. Criou verbas para o esporte olímpico e paraolímpico. A lei também definiu os órgãos responsáveis pela fiscalização do seu cumprimento e determinou a independência dos Tribunais de Justiça Desportiva.

## Críticas
Existem críticas em relação à Lei Pelé. A principal delas é que sua implementação permitiu que o futebol brasileiro passasse a  ser dominado por empresários privados.
Antes da Lei Pelé, eram os clubes os detentores dos contratos dos atletas, que era chamado de "passe" - daí, decorre que chamada "Lei do Passe". O "passe" era um instrumento jurídico que prendia o jogador ao clube além do contrato de trabalho. Quando existia o passe, os jogadores não podiam deixar seus clubes sem autorização dos clubes nem mesmo estando sem contrato – e portanto sem salário. Os clubes negociavam com os clubes, sendo que o futebolista tinha direito a 15% do valor de sua negociação. Um dos problemas era que não havia transparência nos valores negociados. Outro era que o atleta se queixava de ser um "escravo" no clube, sem direito de escolha nem de decisão sobre seu futuro como qualquer outro trabalhador.
Com a extinção da Lei de Passe, os clubes deixaram de investir na formação de jogadores, já que o ganho que um clube tem em formar um jogador passou a ser muito menor que no passado. A Lei Pelé acabou tirando do clube de futebol todas as decisões sobre a carreira do futebolista e, indiretamente, a transferiu para o empresário privado. Para os mais críticos, os atletas ficaram livres do domínio dos clubes, mas acabaram transformados em mercadorias nas mãos dos empresários. Até mesmo Pelé criticou em 2014 essa situação: "Antes, o jogador ficava cinco, dez anos jogando no mesmo clube. Hoje não é mais assim. Muito empresário leva o jogador para a Ásia, Rússia e esquece ele lá, faz o que quiser. Então tem essa parte ruim, que o clube não é mais dono do jogador, o empresário é que manda."